# Шутова, Анастасия Викторовна
Анастаси́я Ви́кторовна Шу́това (род. 23 октября 1986, Коломна) — российский психолог, участница игры «Что? Где? Когда?», обладательница «Хрустальной совы» (2024).

## Биография
Родилась 23 октября 1986 года в городе Коломна Московской области.
Ещё в школьном возрасте любила смотреть передачу «Что? Где? Когда?». Принимала участие в местном турнире по ЧГК школьных команд города Коломны, где заняла третье место.
В 2004 году поступила на психологический факультет в Высшую школу экономики, который окончила в 2010 году.

## Участие в телеклубе «Что? Где? Когда?»
Первую игру в элитарном клубе сыграла 18 июня 2011 года в команде новичков Андрея Супрановича. Эта команда не имела особых успехов: с 2011 по 2015 год, проведя за столом семь игр, только два раза обыграла телезрителей (в летних сериях 2011 и 2014 годов). Несмотря на это, в составе команды Супрановича Анастасия Шутова признавалась лучшим игроком и становилась обладательницей приза «Хрустальный атом», а в зимней серии 2014 года сыграла в сборной команде обладателей «Хрустального атома», капитаном которой также был Андрей Супранович, и выиграла со счётом 6:4.
В 2016 — 2017 годах Анастасия играла в команде Ровшана Аскерова, которая в финале летней серии 2017 года сенсационно потерпела «сухое» поражение со счётом 0:6 без решающего раунда.
10 марта 2019 года приняла участие в специгре в команде супружеских пар (капитаном которой была Инна Семёнова), которая проиграла телезрителям со счётом 3:6.
В летней серии 2020 года вместе с Сергеем Николенко вышла на замену в составе команды Балаша Касумова, которая смогла выиграть со счётом 6:5, проигрывая по ходу игры телезрителям 0:5.
В 2021 году сыграла в команде Елизаветы Овдеенко, где проиграла телезрителям со счётом 4:6.
С 2022 года Анастасия играет в команде Максима Поташёва, которая за время своего участия в элитарном клубе потерпела всего три поражения (в финале осенней серии 2022, в весенней серии 2023 и в финале 2024 года). По итогам весенней серии 2024 года Анастасия Шутова была признана лучшим игроком и стала обладательницей «Хрустальной совы».
В 2025 году входила в состав ведущих Всероссийского синхронного чемпионата по игре «Что? Где? Когда?» под эгидой Росатома.

## Участие в других телевизионных проектах
В 2017 году Анастасия приняла участие в телеигре «Кто хочет стать миллионером?» в паре с Михаилом Муном, где смогла выиграть 400 000 рублей. Данный выпуск был показан на Первом канале 17 июня 2017 года.

## Участие в спортивном «Что? Где? Когда?»
С 2005 по 2011 годы Анастасия Шутова выступала в спортивном ЧГК за сборную команду ГУ-ВШЭ, впоследствии переименованную в «Викторонопко».
В 2011—2012 годах играла в команде «Здоровенный язь».
С 2012 по 2015 годы играла в команде «Двое воруют газ», которая состояла примущественно из игроков команды Андрея Супрановича телевизионного клуба «Что? Где? Когда?».
С 2015 по 2017 год играла в команде Павла Ершова.
С 2024 года играет за команду «Мир».

## Личная жизнь
Летом 2013 года Анастасия Шутова вышла замуж за обладателя «Хрустальной совы» Илью Новикова, с которым отправилась на Северный полюс. В 2015 году супруги развелись.
В 2016 году Анастасия вышла замуж за Кима Галачяна, выступающего в клубе «Что? Где? Когда?».У пары родился сын.